# Quốc Hưng (tướng nhà Thanh)
Quốc Hưng (chữ Hán: 国兴, ? – 1775), người Đại Định, Quý Châu , tướng lãnh nhà Thanh, tử trận trong chiến dịch bình định Đại – Tiểu Kim Xuyên lần thứ 2.

## Sự nghiệp
Ban đầu, Quốc Hưng mang hàm Thiên tổng, theo quân đội của Uy Ninh trấn tổng binh Vương Vạn Bang thuộc Quý Châu, nhận lệnh tham gia chiến dịch Kim Xuyên  lần thứ 2, tấn công Ba Lãng Lạp . Tướng quân Ôn Phúc (温福) của Tứ Xuyên dâng sớ nói tướng sĩ Lục doanh của Quý Châu lập nhiều công lao.
Quan quân tấn công Tư Lý Sơn , Hưng làm tiền phong. Sau đó Hưng tham gia tiến đánh Mặc Lũng Câu , Giáp Nhĩ Mộc Sơn , lần nữa tiến đánh Đông Mã Trại. Quân quân dựng ụ gỗ (mộc tạp), Hưng đem 300 người trấn thủ. Trong đêm nghĩa quân kéo đến, Hưng tắt lửa để đợi; nghĩa quân áp sát ụ, Hưng cho nổ súng, khiến nghĩa quân chết sạch. Tiếp đó Hưng theo A Quế đánh Lặc Ô Vi Quan , được ban Khổng tước linh, hiệu Đồ Đa Bố ba đồ lỗ. Nhờ công, Hưng dần được thăng đến Lãng Động doanh  tham tướng.
Tháng 4 ÂL năm Càn Long thứ 40 (1775), quan quân tấn công Mộc Tư Công Cát Khắc Sơn, Hưng cầm rìu chặt phá tường gỗ, soái binh sĩ xông vào, chiếm được công sự (NV: điêu) của địch. Nghĩa quân quay lại tấn công, Hưng đốc thúc binh sĩ bắn trả; nghĩa quân thoắt ẩn thoắt hiện, quan quân không thể đánh bại được. Hưng bị thương, ngày hôm sau thì mất.
Sau khi kết thúc chiến dịch, triều đình xét sự hy sinh của chư tướng, Hưng nằm trong số công thần được vẽ tranh ở gác Tử Quang.